# La Dolorosa
La Dolorosa es una zarzuela en dos actos, con música del compositor español José Serrano y libreto de Juan José Lorente. Esta obra, estrenada en el Teatro Apolo de Valencia el 23 de mayo de 1930, refleja cuadros y costumbres típicamente aragoneses. Antes de componer la partitura, Serrano sufrió la pérdida de un hijo y la obra deja entrever, en algunos momentos, la grandeza que cimenta el dolor. Fue llevada al cine en 1934 por Jean Grémillon.

## Argumento

### Acto primero
El primer acto introduce el personaje de Rafael, fraile recién llegado al convento, buscando ambientación para su obra; una Dolorosa que está pintando y que le recuerda tal cantidad de vivencias que hasta el Prior y fray Lucas se dan cuenta y dudan de la serenidad espiritual del recién llegado. El huerto del convento es un lugar apropiado para la inspiración. Perico, su ayudante, quiere aprender a pintar y ruega a Rafael que le explique el cuadro, a lo que accede cantando una romanza dolorida. 
Acto seguido y estando Perico solo, intentando emular a su maestro, llega Nicasia y, en lenguaje muy llano, le declara su amor. Perico no quiere perder la chica, ni caer en sus redes, pero acaba cediendo a sus pretensiones amorosas. Contentos por su felicidad, el baile es interrumpido por Bienvenido, padre de la chica, que prohíbe las relaciones de su hija. José, padre de Perico, pretende poner paz entre todos y acaban aceptando la voluntad de los jóvenes.
Por la tarde, José llega al convento pidiendo socorro para una mujer que han encontrado desvanecida y llevando en brazos a un hijo muy pequeño. Perico, al verla, reconoce en ellas las facciones de la Dolorosa que pinta Rafael. Y este, que llega con medicamentos, descubre a la mujer que otrora había amado.

### Acto segundo
El acto segundo sigue abundando en la dualidad de parejas. Nicasia y Perico están preparando la boda con algazara; y Rafael y Dolores tienen ocasión de encontrarse a solas y darse explicaciones. Ella, que había dejado a Rafael por otro hombre, se ha visto abandonada y anda a la desventura con el fruto de sus amores. Rafael, por su parte, duda entre sus sentimientos hacia Dolores y su obligación monacal.
La acción continúa en el interior del convento. Es la hora de maitines y el prior pensando en la dudosa situación de Rafael y éste oyendo la rondalla que está cantando en el exterior, al no presentarse en la capilla, el Prior lo va a buscar, Rafael pide que le confiese y cuenta su situación: no quiere dejar que Dolores quede sin ayuda.
El cuadro final es la alegre boda de Nicasia y Perico. Rafael, que ha obtenido licencia del prior para abandonar el convento y colgar los hábitos, se encuentra con Dolores y reconciliados cantan su alegría.

## Números Musicales
- Acto Primero
  - Preludio
  - Relato de Rafael: "La roca fría del calvario"
  - Dúo cómico de Nicasia y Perico: "Ya veras cuando me ponga"
  - Nana y Escena: "Duerme mi tesoro"
- Acto Segundo
- Cuadro I
  - Dúo de Dolores y Rafael: "Déjame besar tu mano generosa"
- Cuadro II
  - Escena, Dúo de Rafael y Prior, Voz de Tenor y coro: "Me da mucho que pensar, el hermano Rafael"
  - Intermedio: "Clavellina de la huerta"
- Cuadro III
  - Dúo de Rafael y Dolores: "Dejo Tu sombra, Santa Mansión"
  - Final